# Provinz Islay

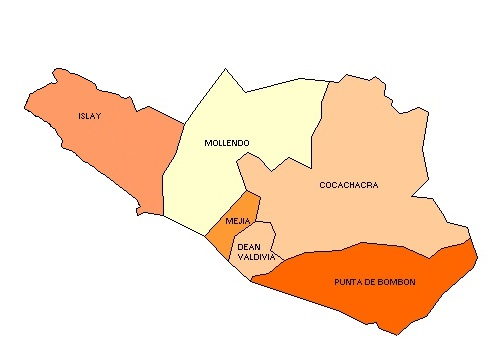
Distrikte der Provinz Islay

Die Provinz Islay ist eine von acht Provinzen der Region Arequipa an der Pazifikküste im Süden von Peru. Die Provinz hat eine Fläche von 3886,49 km². Beim Zensus 2017 lebten 52.034 Menschen in der Provinz. Im Jahr 1993 lag die Einwohnerzahl bei 50.039, im Jahr 2007 bei 52.264. Die Provinzverwaltung befindet sich in der Stadt Mollendo.

## Geographische Lage
Die Provinz Islay liegt etwa 880 km südsüdöstlich der Landeshauptstadt Lima. Sie erstreckt sich über einen etwa 80 km langen Küstenabschnitt in WNW-OSO-Richtung. Die Provinz reicht bis zu knapp 60 km ins Landesinnere. Das Gebiet ist sehr niederschlagsarm und weist eine wüstenhafte Landschaft auf. Der Río Tambo durchquert die Provinz in überwiegend südwestlicher Richtung und mündet bei La Curva ins Meer.
Die Provinz Islay grenzt im Westen an die Provinz Camaná, im Norden an die Provinz Arequipa sowie im Osten an die Region Moquegua.

## Verwaltungsgliederung
Die Provinz Islay gliedert sich in sechs Distrikte (Distritos). Der Distrikt Mollendo ist Sitz der Provinzverwaltung.
| Distrikt        | Verwaltungssitz |
| --------------- | --------------- |
| Cocachacra      | Cocachacra      |
| Deán Valdivia   | La Curva        |
| Islay           | Islay           |
| Mejía           | Mejía           |
| Mollendo        | Mollendo        |
| Punta de Bombón | Punta de Bombón |